# Nogizaka46
Nogizaka46 (乃木坂46 Nogizaka Forty-six) es un grupo Japonés idol producido por Yasushi Akimoto, creado como el rival oficial del grupo AKB48. Son el primer grupo de Sakamichi Series, el cual incluye también los grupos de: Sakurazaka46 (anteriormente: Keyakizaka46) Hinatazaka46 (anteriormente: Hiragana-Keyakizaka46) y Yoshimotozaka46 (en hiatus desde 2021)
El catálogo musical del grupo incluye treinta seis sencillos y seis álbumes recopilatorios. Empezando con su tercer sencillo, cada sencillo de Nogizaka46 ha llegado a las posiciones top de la weekly Oricon chart, y cada sencillo desde "Influencer" ha vendido como mínimo un millón de copias. El grupo también ha participado en programas de radio y televisión, producciones de teatro y películas, incluyendo, NogiBingo!, Hatsumori Bemars, Nogizaka Under Construction, Asahinagu, y una serie de películas documentales sobre el grupo.
Nogizaka46 ha ganado dos veces el Grand Prix del certamen Japan Record Awards , con dos victorias consecutivas, para "Influencer" en 2017 y "Synchronicity" en 2018. El grupo ha vendido casi 18 millones CDs en Japón.

## Historia

### 2011–2012: Formación y éxito temprano
La formación de Nogizaka46 fue anunciado el 29 de junio de 2011, cuándo fue el primer grupo en ser etiquetado como el "rival oficial" del grupo AKB48, en vez de un grupo de hermano como NMB48 o SKE48. El grupo fue nombrado después de la ubicación de las oficinas de Sony en Japón, cerca de la estación de Nogizaka. El productor Yasushi Akimoto dijo que el número "46" estuvo escogido como reto directo a AKB48, implicando que Nogizaka46 tendría éxito con menos miembros. En contraste a AKB48 y sus grupos hermanos, la imagen de Nogizaka46 está basado en la percepción de las personas japonesas hacia los vestidos conservadores de los institutos privados de chicas en Francia, el cual lleva las connotaciones de elegancia y refinamiento.
En general, 38.934 personas aplicaron para unirse a Nogizaka46. Las audiciones finales para el grupo se llevaron a cabo el 20–21 de agosto de 2011, con 56 finalistas que compitieron para 36 sitios disponibles, y 16 miembros que se unen como "senbatsu", miembros especialmente seleccionados para actuaciones y apariciones en los medios de comunicación. El 2 de octubre de 2011, el grupo lanzó su primer programa televisivo  titulado Nogizakatte, Doko? (乃木坂って、どこ?, traducido: Dónde está Nogizaka?) Y presentado por el dúo cómico Bananaman.
El 22 de febrero de 2012, Nogizaka46 liberó su debut con el sencillo "Guruguru Curtain". Consiguió posicionarse en el segundo puesto de Oricon y vendió 136.309 copias en la primera semana. Su segundo sencillo, "Oide Shampoo", fue publicado el 2 de mayo del mismo año, convirtiéndose en su primer número uno en las ventas semanales de Oricon, con unas total de 156.000 copias vendidas. La coreografía para "Oide Shampoo" causó una breve controversia, debido a que los críticos desaprobaban que los miembros levantaran sus faldas sobre sus caras durante una parte de la coreografía.
En junio de 2012, Nogizaka46 participó en Yubi Matsuri, un festival de ídolos producido por Rino Sashihara, actuando delante de 8.000 personas en Nippon Budokan. Debutaron su primera obra de teatro musical, titulado "16 nin no Principal", en el teatro Shibuya Parco en septiembre de 2012. A finales de ese mismo año, Nogizaka46 logró el número uno en las listas anuales de Oricon en la categoría de ventas de los recién llegados, con ventas anuales de 870 millones de yenes.

### 2013–2015: Segunda generación y exposición nacional
Nogizaka46 celebró su primer concierto de aniversario en Makuhari Messe en Chiba en febrero de 2013, actuando delante de 9.000 seguidores. De diciembre de 2012 a abril de 2013, una audición para la segunda generación de Nogizaka46 fue realizada, con 14 miembros nuevos escogidos de 16.302 aspirantes. Trece de estos nuevos miembros fueron introducidos en la actuación de teatro musical "16 nin no Principal deux", la secuela del musical del 2012 , en mayo de 2013.  El grupo también lanzó su primer programa radiofónico, titulado Nogizaka46no, No (乃木坂46の「の」 Lit: Nogizaka46's No?),  y publicó su primer fotolibro, titulado Nogizaka Ha. El fotolibro, publicado en octubre, consiguió el cuarto puesto en el ranking semanal de Oricon en libros con 27.000 copias vendidas.

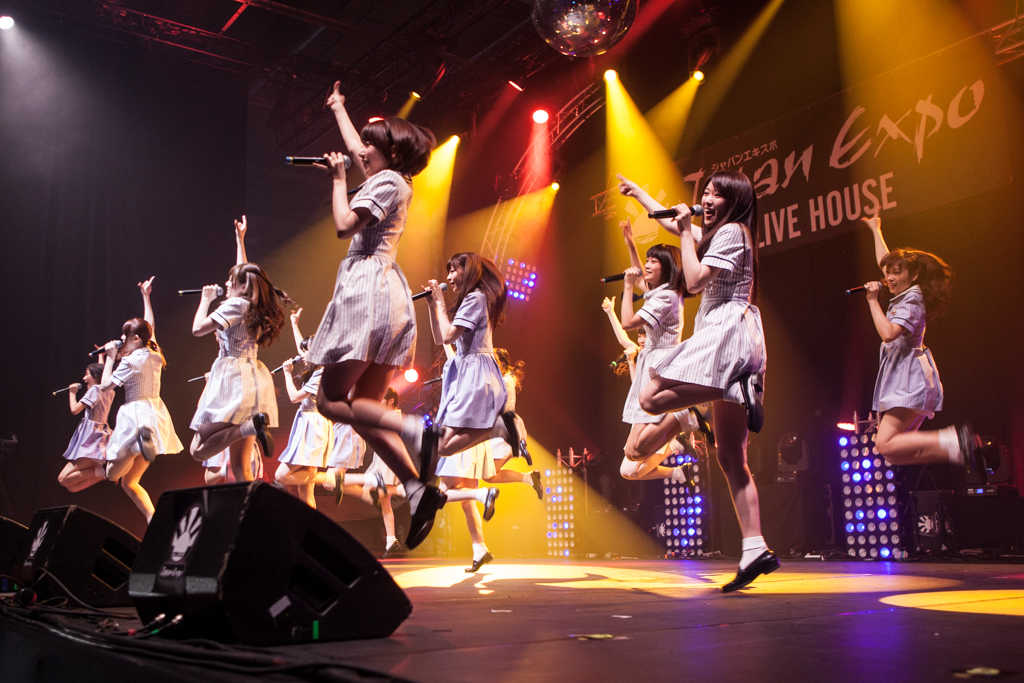
Nogizaka46 actuando en la Japan Expo de París en 2014

En febrero de 2014, Nogizaka46 celebró su segundo concierto de cumpleaños para 13.000 seguidores en el Yokohama Arena. Durante el espectáculo, el grupo anunció que su musical 16 nin no Principal trois abriría en el teatro de Akasaka del 30 de mayo hasta el 15 de junio. El grupo también publicó el DVD y blu-ray de su primer concierto de cumpleaños, el cual logró el número uno en los rankings de Oricon semanales, vendiendo 12.000 copias en la primera semana. El 24 de febrero de 2014, en un evento del grupo AKB48, fue anunciado que Rina Ikoma se uniría al equipo B de AKB48, y que Rena Matsui del grupo E de SKE48 conseguiría una posición concurrente con Nogizaka46. Además, el 5 de julio de 2014, el grupo actuó en el extranjero por primera vez, formando parte de un grupo de intérpretes japoneses en la Expo de Japón 2014 en París.
El 7 de enero de 2015 Nogizaka46 publicó su primer álbum titulado Tomei na Iro logrando vender 220.000 copias en la primera semana. El álbum logró el número uno en la venta semanal de álbumes en Oricon. El mes siguiente, el grupo celebró su tercer concierto de cumpleaños delante de 38,000 personas en el Domo de Seibu en Saitama. Rina Ikoma regresó a Nogizaka46, con Rena Matsui regresando a SKE48. El grupo también lanzó un espectáculo de variedad televisivo nuevo, Nogizaka Kojichu (Nogizaka En construcción), para reemplazar Nogizakatte, Doko?. Su primera obra televisiva, Hatsumori Bemars, se estrenó en TX Network en julio. Nogizaka46 concluyó el año apareciendo por primera vez nacionalmente en NHK para celebrar el popular programa de fin de Año Kōhaku Uta Gassen, donde  actuaron su quinto sencillo, titulados Kimi no Na wa Kibō.

### 2016–2017: Tercera generación y Japan Record Award
Del 20 al 22 de febrero, Nogizaka retransmitió a través de internet un programa titulado Nogizaka46 4th Anniversary Nogizaka 46 hours TV, donde los miembros produjeron e interpretaron su propio material por cuarenta y seis horas seguidas en seis páginas web distintas. A la semana siguiente, el duodécimo sencillo "Taiyō Nokku" estuvo seleccionado para el 30.º Japan Gold Disc Award. El 25 de mayo de 2016, publicaron su segundo álbum Sorezore no Isu, el cual logró número uno en la venta semanal de álbumes en Oricon. El grupo promovió el segundo álbum con una segunda emisión de Nogizaka 46 hours TV. El 5 de agosto, publicaron su segundo fotolibro, titulado 1 Jikan Okure a no I love you, el cual vendió 41,000 copias en la primera semana y consiguió el primer puesto en las ventas semanales de libros en Oricon .
Del 19 de julio al 4 de septiembre de 2016 se celebró la audición para la tercera audición, con 13 finalistas de 48.986 participantes. La etapa final de la audición implicó una apelación de las 13 finalistas a la audiencia de Internet a través de una retransmisión en vivo. Doce de estos candidatos pasaron la proyección final.
El Cuarto concierto de cumpleaños del grupo se celebró durante los últimos tres días de su tour de verano, en vez de celebrarlo a principios de año debido a problemas de reserva relacionadas con las olimpiadas de 2020 de Verano en construcción. En noviembre de 2016, Nogizaka46 publicó su decimosexto sencillo Sayonara no Imi. Logró número uno en el Oricon semanal, vendiendo 827.717 copias en la primera semana. Sayonara no Imi se convirtió en el primer sencillo del grupo en lograr el certificado de Millón de copias otorgado por RIAJ. Nogizaka46 acabó el año con su segunda aparición en el NHK Kōhaku Uta Gassen.
En febrero del 2017, Nogizaka46 celebró su quinto concierto de cumpleaños durante 3 días en el Saitama Super Arena. El primer día del concierto era la actuación final del miembro del grupo Nanami Hashimoto, quién se retiró de la industria de diversión. En mayo del 2017, el grupo debutó una producción de teatro nueva basada en el manga Asahinagu, actuando en Tokio, Osaka y Aichi. Aquel mes mismo  publicaron su tercer álbum, titulado Umarete Kara Hajimete Mita Yume. Nogizaka46 publicó también su primer largometraje, una adaptación en vivo del manga Asahinagu protagonizando por Nanase Nishino, estrenado en cines japoneses en septiembre del 2017. La canción de tema para la película, Itsuka Dekiru kara Kyō Dekiru, fue publicado como su decimonoveno solo.
El tour nacional de 2017 fue celebrado en Tokio, Sendai, Osaka, Nagoya, y Niigata, y concluyó  7 y 8 de noviembre en el Tokyo Dome, donde consiguieron acumular 55.000 seguidores cada día. Tres semanas más tarde  actuaron en el extranjero por segunda vez, con una selección de miembros actuando en vivo en el C3AFA Singapur. El grupo acabó el año ganando el premio 59th Japan Record Awards por su decimoséptimo sencillo, titulado Influencer, y haciendo su tercera aparición consecutiva en el NHK Kōhaku Uta Gassen.

### 2018–presente: Salidas, cuarta generación y expansión en el extranjero

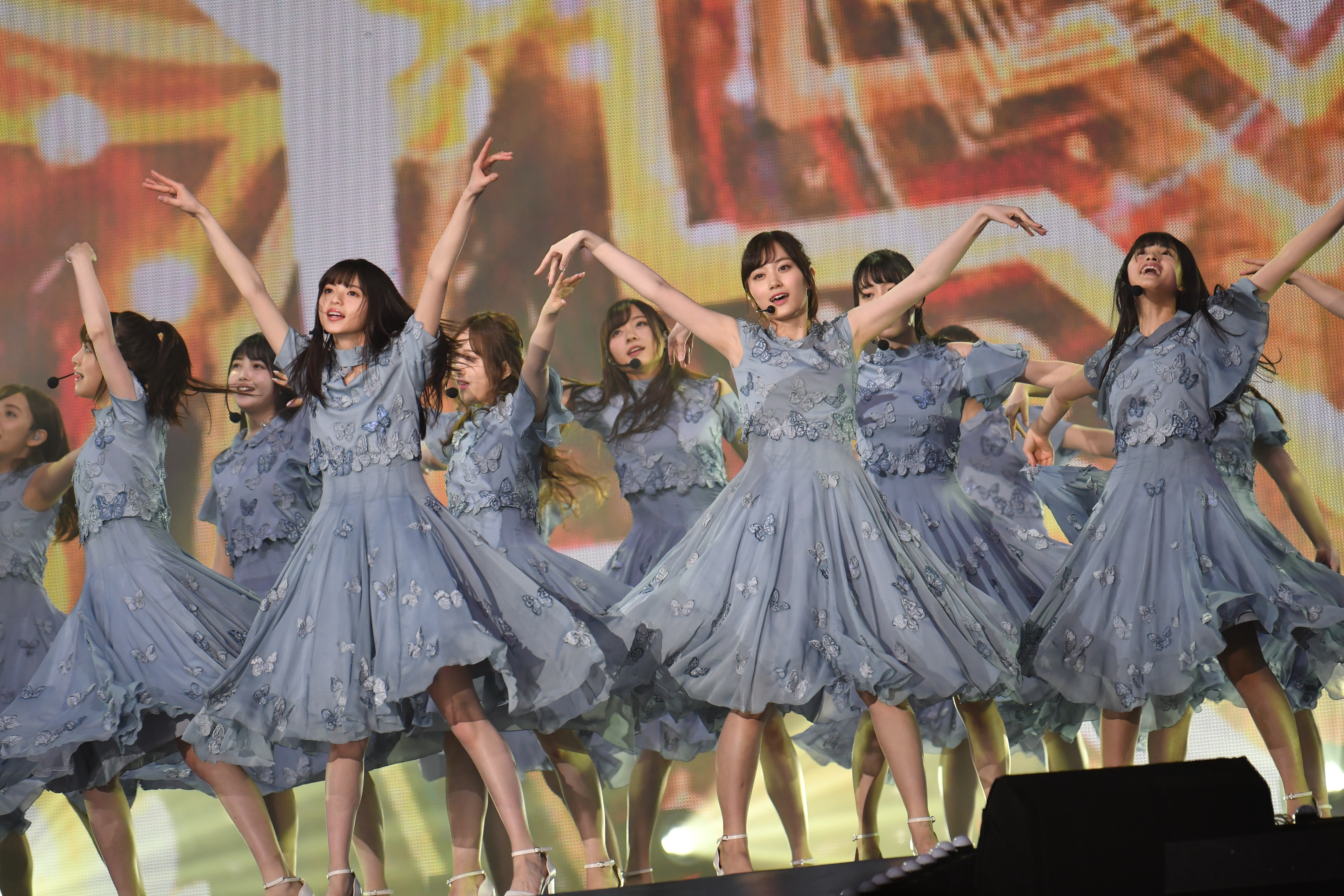
Nogizaka46 actuando en Taiwán en 2019

Del 7 de julio al 2 de septiembre del 2018 el grupo celebró un tour nacional empezando con el concierto de cumpleaños del 6 al 8 de julio. El 1 de diciembre el grupo celebró su primera aparición en solitario fuera de Japón, en el estadio Mercedes-Benz en Shanghái. En el 60.º Japan Record Awards, Nogizaka46 ganó el premio principal con su vigésimo sencillo Syncronicity, marcando el segundo año consecutivo donde recibían el premio. En enero de 2019, Nogizaka46 visitó Taiwán, donde  actuaron en el KKBox Music Awards y celebró un concierto en el Taipei Arena. El grupo regresó a Shanghái en octubre de 2019, y regresado a Taipéi en enero de 2020.
Una serie de graduaciones empezaron en 2018 cuando Rina Ikoma, quien centró los primeros seis sencillos dejó el grupo. El día final del 7.º Cumpleaños en febrero de 2019 fue un concierto de graduación para la miembro de la primera generación Nanase Nishino, quién había centrado o co-centrado siete sencillos. En marzo de 2019, Misa Etō celebró un concierto en solitario como su última aparición en público en el grupo. La primera capitán de Nogizaka46, Reika Sakurai, dejó el grupo en el último día del tour nacional de verano de 2019 y fue sucedida como capitana por Manatsu Akimoto. El 7 de enero de 2020, Mai Shiraishi anunció sus planes para dejar el grupo después de la publicación de su vigésimo quinto sencillo.

## Miembros
Nogizaka a lo largo de su historia y en seis generaciones, ha tenido un total de 101 miembros, de las cuales 39 miembros siguen activas en el grupo.
Se inician las audiciones para conformar la 6ta generación.
Se confirma que la 6ta generación será de 11 mujeres, se revelarán datos del primer grupo de 5 chicas, las de "Primavera", cada día del 6 al 10 de febrero de 2025. 
Del 14 al 19 de febrero se revelarán las restantes 6 que corresponden al grupo de verano. 

### Miembros activas
|    | Nombre                                        | Fecha de nacimiento (edad)         | Prefectura de Origen | Generación | Posición actual - 39th sencillo | Notas                                                                                            |
| -- | --------------------------------------------- | ---------------------------------- | -------------------- | ---------- | ------------------------------- | ------------------------------------------------------------------------------------------------ |
| 1  | Riria Itō (伊藤理々杏)                        | 8 de octubre de 2002 (22 años)     | Okinawa              | 3          | Unders                          |                                                                                                  |
| 2  | Renka Iwamoto (岩本蓮加)                      | 2 de febrero de 2004 (21 años)     | Tokio                | 3          | Unders                          |                                                                                                  |
| 3  | Shiori Kubo (久保史緒里)                      | 14 de julio de 2001 (23 años)      | Miyagi               | 3          | Senbatsu                        |                                                                                                  |
| 4  | Minami Umezawa (梅澤美波)                     | 6 de enero de 1999 (26 años)       | Kanagawa             | 3          | Senbatsu                        | Capitana (2023-actual)                                                                           |
| 5  | Ayano-Christie Yoshida (吉田綾乃クリスティー) | 6 de septiembre de 1995 (29 años)  | Ōita                 | 3          | Unders                          |                                                                                                  |
| 6  | Sakura Endō (遠藤さくら)                      | 3 de octubre de 2001 (23 años)     | Aichi                | 4          | Senbatsu                        |                                                                                                  |
| 7  | Haruka Kaki (賀喜遥香)                        | 8 de agosto de 2001 (23 años)      | Tochigi              | 4          | Senbatsu                        |                                                                                                  |
| 8  | Saya Kanagawa (金川紗耶)                      | 31 de octubre de 2001 (23 años)    | Hokkaido             | 4          | Unders                          |                                                                                                  |
| 9  | Yuna Shibata (柴田柚菜)                       | 3 de marzo de 2003 (22 años)       | Chiba                | 4          | Unders                          |                                                                                                  |
| 10 | Mayu Tamura (田村真佑)                        | 12 de enero de 1999 (26 años)      | Saitama              | 4          | Unders                          |                                                                                                  |
| 11 | Ayame Tsutsui (筒井あやめ)                    | 8 de junio de 2004 (21 años)       | Aichi                | 4          | Senbatsu                        |                                                                                                  |
| 12 | Mio Yakubo (矢久保美緒)                       | 14 de agosto de 2002 (22 años)     | Tokio                | 4          | Unders                          |                                                                                                  |
| 13 | Haruka Kuromi (黒見明香)                      | 19 de enero de 2004 (21 años)      | Tokio                | 4          | Unders                          |                                                                                                  |
| 14 | Rika Satō (佐藤璃果)                          | 9 de agosto de 2001 (23 años)      | Iwate                | 4          | Unders                          |                                                                                                  |
| 15 | Runa Hayashi (林瑠奈)                         | 2 de octubre de 2003 (21 años)     | Kanagawa             | 4          | Unders                          |                                                                                                  |
| 16 | Miyu Matsuo (松尾美佑)                        | 3 de enero de 2004 (21 años)       | Chiba                | 4          | Unders                          |                                                                                                  |
| 17 | Nao Yumiki (弓木奈於)                         | 3 de febrero de 1999 (26 años)     | Kyoto                | 4          | Senbatsu                        |                                                                                                  |
| 18 | Mao Ioki (五百城 茉央)                        | 29 de julio de 2005 (19 años)      | Hyogo                | 5          | Senbatsu                        |                                                                                                  |
| 19 | Teresa Ikeda (池田 瑛紗)                      | 12 de mayo de 2002 (23 años)       | Tokio                | 5          | Senbatsu                        |                                                                                                  |
| 20 | Miku Ichinose (一ノ瀬 美空)                   | 24 de mayo de 2003 (22 años)       | Fukuoka              | 5          | Senbatsu                        |                                                                                                  |
| 21 | Nagi Inoue (井上和)                           | 17 de febrero de 2005 (20 años)    | Kanagawa             | 5          | Senbatsu                        |                                                                                                  |
| 22 | Hina Okamoto (岡本 姬奈)                      | 17 de diciembre de 2003 (21 años)  | Aichi                | 5          | Senbatsu                        |                                                                                                  |
| 23 | Aya Ogawa (小川 彩)                           | 27 de junio de 2007 (18 años)      | Chiba                | 5          | Senbatsu                        |                                                                                                  |
| 24 | Iroha Okuda (奥田 いろは)                     | 20 de agosto de 2005 (19 años)     | Chiba                | 5          | Unders                          |                                                                                                  |
| 25 | Sakura Kawasaki (川﨑 桜)                     | 17 de abril de 2003 (22 años)      | Kanagawa             | 5          | Senbatsu                        |                                                                                                  |
| 26 | Satsuki Sugawara (菅原 咲月)                  | 31 de octubre de 2005 (19 años)    | Chiba                | 5          | Senbatsu                        | Nombrada vice-capitana el 14 de diciembre de 2024 por Ume, en el concierto de acción de gracias. |
| 27 | Nao Tomisato (冨里 奈央)                      | 18 de septiembre de 2006 (18 años) | Chiba                | 5          | Senbatsu                        |                                                                                                  |
| 28 | Aruno Nakanishi (中西 アルノ)                 | 17 de marzo de 2003 (22 años)      | Chiba                | 5          | Senbatsu                        |                                                                                                  |
| 29 | Moeka Yada (矢田 萌華)                        | 27 de enero de 2008 (17 años)      | Akita                | 6          | ---                             |                                                                                                  |
| 30 | Mitsuki Setoguchi (瀬戸口心月)                | 16 de julio de 2005 (19 años)      | Kagoshima            | 6          | ---                             |                                                                                                  |
| 31 | Hina Kawabata (川端晃菜)                      | 14 de enero de 2011 (14 años)      | Tokio                | 6          | ---                             |                                                                                                  |
| 32 | Akari Kaibe (海邉朱莉)                        | 14 de febrero de 2007 (18 años)    | Hyogo                | 6          | ---                             |                                                                                                  |
| 33 | Rio Nagashima (長嶋凛桜)                      | 25 de mayo de 2007 (18 años)       | Hokkaido             | 6          | ---                             |                                                                                                  |
| 34 | Urumi Morihira (森平麗心)                     | 5 de octubre de 2008 (16 años)     | Tokio                | 6          | ---                             |                                                                                                  |
| 35 | Kokone Atago (愛宕心響)                       | 17 de septiembre de 2008 (16 años) | Hyogo                | 6          | ---                             |                                                                                                  |
| 36 | Hinano Okoshi (大越ひなの)                    | 1 de diciembre de 2004 (20 años)   | Shizuoka             | 6          | ---                             |                                                                                                  |
| 37 | Yuuna Suzuki (鈴木佑捺)                       | 18 de mayo de 2006 (19 años)       | Yamanashi            | 6          | ---                             |                                                                                                  |
| 39 | Reina Ozu (小津玲奈)                          | 17 de abril de 2007 (18 años)      | Tokio                | 6          | ---                             |                                                                                                  |
| 39 | Mirine Masuda (増田三莉音)                    | 1 de noviembre de 2009 (15 años)   | Osaka                | 6          | ---                             |                                                                                                  |

### Miembros graduadas
|    | Nombre           | Nombre japonés | Generación | Región    | Inicio | Graduación     | Notas                                                                |
| -- | ---------------- | -------------- | ---------- | --------- | ------ | -------------- | -------------------------------------------------------------------- |
| 1  | Hina Higuchi     | 樋口日奈       | 1          | Tokio     | 2011   | 2022           |                                                                      |
| 2  | Minami Hoshino   | 星野みなみ     | 1          | Chiba     | 2011   | 2022           |                                                                      |
| 3  | Erika Ikuta      | 生田絵梨花     | 1          | Tokio     | 2011   | 2021           |                                                                      |
| 4  | Sayuri Inoue     | 井上小百合     | 1          | Saitama   | 2011   | 2020           |                                                                      |
| 5  | Sayuri Matsumura | 松村沙友理     | 1          | Osaka     | 2011   | 2021           |                                                                      |
| 6  | Kana Nakada      | 中田花奈       | 1          | Saitama   | 2011   | 2020           |                                                                      |
| 7  | Mai Shiraishi    | 白石麻衣       | 1          | Gunma     | 2011   | 2020           |                                                                      |
| 8  | Kazumi Takayama  | 高山一実       | 1          | Chiba     | 2011   | 2021           |                                                                      |
| 9  | Maaya Wada       | 和田まあや     | 1          | Hiroshima | 2011   | 2022           |                                                                      |
| 10 | Honoka Yamamoto  | 山本穂乃香     | 1          | Aichi     | 2011   | 2011           |                                                                      |
| 11 | Ayaka Yoshimoto  | 吉本彩華       | 1          | Kumamoto  | 2011   | 2011           |                                                                      |
| 12 | Yumiko Iwase     | 岩瀬佑美子     | 1          | Saitama   | 2011   | 2012           |                                                                      |
| 13 | Mikumo Andou     | 安藤美雲       | 1          | Kanagawa  | 2011   | 2013           |                                                                      |
| 14 | Yukina Kashiwa   | 柏幸奈         | 1          | Nagasaki  | 2011   | 2013           |                                                                      |
| 15 | Seira Miyazawa   | 宮澤成良       | 1          | Chiba     | 2011   | 2013           |                                                                      |
| 16 | Miona Hori       | 堀未央奈       | 2          | Gifu      | 2013   | 2021           |                                                                      |
| 17 | Junna Itō        | 伊藤純奈       | 2          | Kanagawa  | 2013   | 2021           |                                                                      |
| 18 | Hinako Kitano    | 北野日奈子     | 2          | Chiba     | 2013   | 2022           |                                                                      |
| 19 | Kotoko Sasaki    | 佐々木琴子     | 2          | Saitama   | 2013   | 2020           |                                                                      |
| 20 | Mai Shinuchi     | 新内眞衣       | 2          | Saitama   | 2013   | 2022           |                                                                      |
| 21 | Ranze Terada     | 寺田蘭世       | 2          | Tokio     | 2013   | 2021           |                                                                      |
| 22 | Miria Watanabe   | 渡辺みり愛     | 2          | Tokio     | 2013   | 2021           |                                                                      |
| 23 | Rena Yamazaki    | 山崎怜奈       | 2          | Tokio     | 2013   | 2022           |                                                                      |
| 24 | Momoko Ōzono     | 大園桃子       | 3          | Kagoshima | 2016   | 2021           |                                                                      |
| 25 | Nanami Nishikawa | 西川七海       | 2          | Tokio     | 2013   | 2014           |                                                                      |
| 26 | Rena Ichiki      | 市來玲奈       | 2          | Chiba     | 2013   | 2014           |                                                                      |
| 27 | Risako Yada      | 矢田里沙子     | 2          | Saitama   | 2013   | 2014           |                                                                      |
| 28 | Kyouka Yonetoku  | 米徳京花       | 2          | Kanagawa  | 2013   | 2014           |                                                                      |
| 29 | Nene Ito         | 伊藤寧々       | 1          | Gifu      | 2011   | 2014           |                                                                      |
| 30 | Rina Yamato      | 大和里菜       | 1          | Miyagi    | 2011   | 2014           |                                                                      |
| 31 | Seira Hatanaka   | 畠中清羅       | 1          | Osaka     | 2011   | 2015           |                                                                      |
| 32 | Rena Matsui      | 松井玲奈       | 1          | Aichi     | 2014   | 2015           |                                                                      |
| 33 | Seira Nagashima  | 永島聖羅       | 1          | Aichi     | 2011   | 2016           |                                                                      |
| 34 | Mai Fukagawa     | 深川麻衣       | 1          | Shizuoka  | 2011   | 2016           |                                                                      |
| 35 | Nanami Hashimoto | 橋本奈々未     | 1          | Hokkaido  | 2011   | 2017           |                                                                      |
| 36 | Himeka Nakamoto  | 中元日芽香     | 1          | Hiroshima | 2011   | 2017           |                                                                      |
| 37 | Marika Ito       | 伊藤万理華     | 1          | Kanagawa  | 2011   | 2017           |                                                                      |
| 38 | Mahiro Kawamura  | 川村真洋       | 1          | Osaka     | 2011   | 2018           |                                                                      |
| 39 | Rina Ikoma       | 生駒里奈       | 1          | Akita     | 2011   | 2018           |                                                                      |
| 40 | Chiharu Saitō    | 斎藤ちはる     | 1          | Saitama   | 2011   | 2018           |                                                                      |
| 41 | Iori Sagara      | 相楽伊織       | 2          | Saitama   | 2013   | 2018           |                                                                      |
| 42 | Yumi Wakatsuki   | 若月佑美       | 1          | Shizuoka  | 2011   | 2018           |                                                                      |
| 43 | Ami Noujou       | 能條愛未       | 1          | Kanagawa  | 2011   | 2018           |                                                                      |
| 44 | Hina Kawago      | 川後陽菜       | 1          | Nagasaki  | 2011   | 2018           |                                                                      |
| 45 | Nanase Nishino   | 西野七瀬       | 1          | Osaka     | 2011   | 2018           |                                                                      |
| 46 | Misa Etō         | 衛藤美彩       | 1          | Ōita      | 2011   | 2019           |                                                                      |
| 47 | Karin Ito        | 伊藤かりん     | 2          | Kanagawa  | 2013   | 2019           |                                                                      |
| 48 | Yūri Saitō       | 斉藤優里       | 1          | Tokio     | 2011   | 2019           |                                                                      |
| 49 | Reika Sakurai    | 桜井玲香       | 1          | Kanagawa  | 2011   | 2019           |                                                                      |
| 50 | Asuka Saitō      | 齋藤飛鳥       | 1          | Tokio     | 2011   | Diciembre-2022 | Concierto de graduación el 17-18 de mayo de 2023 en el Domo de Tokio |
| 51 | Manatsu Akimoto  | 秋元真夏       | 1          | Saitama   | 2011   | Febrero-2023   | Última graduada de las miembros fundadoras                           |
| 52 | Ayane Suzuki     | 鈴木絢音       | 2          | Akita     | 2013   | Marzo-2023     |                                                                      |
| 54 | Yuri Kitagawa    | 北川悠理       | 4          | Tokio     | 2018   | Junio-2023     | Graduada el 30 de Junio                                              |
| 55 | Seira Hayakawa   | 早川聖来       | 4          | Osaka     | 2018   | Julio-2023     | Graduada el 13 de julio en una de las fechas del tour en Osaka       |
| 53 | Mizuki Yamashita | 山下美月       | 3          | Tokio     | 2016   | Mayo-2024      | Graduada el 11-12 de mayo en el Domo de Tokio                        |
| 56 | Tamami Sakaguchi | 阪口珠美       | 3          | Tokio     | 2016   | Julio-2024     | Graduada el 15 de Julio en el Mini live del single 35th              |
| 57 | Rei Seimiya      | 清宮レイ       | 4          | Saitama   | 2018   | Julio-2024     | Graduada el 15 de Julio en el Mini live del single 35th              |
| 58 | Sayaka Kakehashi | 掛橋沙耶香     | 4          | Okayama   | 2018   | Agosto-2024    | Graduada el 19 de agosto de 2024                                     |
| 59 | Hazuki Mukai     | 向井葉月       | 3          | Tokio     | 2016   | Diciembre-2024 | Graduada el 15 de diciembre de 2024                                  |
| 60 | Yūki Yoda        | 与田祐希       | 3          | Fukuoka   | 2016   | Febrero-2025   | Graduada el 23 de febrero de 2025                                    |
| 61 | Kaede Satō       | 佐藤楓         | 3          | Aichi     | 2016   | Abril-2025     | Graduada el 5 de abril de 2025                                       |
| 62 | Reno Nakamura    | (中村麗乃)     | 3          | Tokio     | 2016   | Junio-2025     | Graduada el 26 de junio de 2025                                      |

### Capitanas y vice-capitanas
| Nombre                       | Generación | Inicio | Finalización | Notas                                          |
| ---------------------------- | ---------- | ------ | ------------ | ---------------------------------------------- |
| Reika Sakurai (桜井玲香)     | 1          | 2011   | 2019         | Primera capitana                               |
| Manatsu Akimoto (秋元真夏)   | 1          | 2019   | 2023         | Sucesora de Reika                              |
| Minami Umezawa (梅澤美波)    | 3          | 2023   | ---          | Actual capitana Sucesora de Manatsu            |
| Satsuki Sugawara (菅原 咲月) | 5          | ---    | ---          | Actual vice-capitana Futura sucesora de Minami |

## Discografía
Nogizaka46 ha publicado treinta y nueve sencillos y cuatro álbumes, un álbum super best para las unders y un álbum best, así como numerosos vídeos musicales y actuaciones en vivo. Sencillos que han logrado el millón de copias incluye "Influencer" y "Synchronicity", cada cual ganó un Japan Record Awards, así como "Kaerimichi wa Tōmawari Shitaku Naru" y "Sing Out!". Los álbumes publicados incluyen los álbumes de estudio Tōmei na Iro, Sorezore no Isu, Umaretekara Hajimete Mita Yume, y Ima ga Omoide ni Naru hizo. El grupo también publicó una recopilación de canciones, escritos para miembros quiénes actúan en conciertos pero no son parte de la selección principal del grupo para promocionar sus sencillos, bajo el título "Boku dake no Kimi: Under Super Best".

### Sencillos[97]
| #  | Título                                                          | Fecha de salida | Centro                         | Notas                                             |
| -- | --------------------------------------------------------------- | --------------- | ------------------------------ | ------------------------------------------------- |
| 01 | Guru Guru Curtain (ぐるぐるカーテン)                            | 2012.02.15      | Ikoma Rina                     |                                                   |
| 02 | Oide Shampoo (おいでシャンプー)                                 | 2012.05.02      | Ikoma Rina                     |                                                   |
| 03 | Hashire! Bicycle (走れ! Bicycle)                                | 2012.08.22      | Ikoma Rina                     |                                                   |
| 04 | Seifuku no Mannequin (制服のマネキン)                           | 2012.12.19      | Ikoma Rina                     |                                                   |
| 05 | Kimi no Na wa Kibou (君の名は希望)                              | 2013.03.13      | Ikoma Rina                     |                                                   |
| 06 | Girl's Rule (ガールズルール)                                    | 2013.07.03      | Shiraishi Mai                  |                                                   |
| 07 | Barrette (バレッタ)                                             | 2013.11.27      | Hori Miona                     |                                                   |
| 08 | Kidzuitara Kataomoi (気づいたら片想い)                          | 2014.04.02      | Nishino Nanase                 |                                                   |
| 09 | Natsu no Free & Easy (夏のFree&Easy)                            | 2014.07.09      | Nishino Nanase                 |                                                   |
| 10 | Nandome no Aozora ka? (何度目の青空か?)                         | 2014.10.08      | Ikuta Erika                    |                                                   |
| 11 | Inochi wa Utsukushii (命は美しい)                               | 2015.03.18      | Nishino Nanase                 |                                                   |
| 12 | Taiyou Knock (太陽ノック)                                       | 2015.07.22      | Ikoma Rina                     |                                                   |
| 13 | Ima, Hanashitai Dareka ga Iru (今、話したい誰かがいる)          | 2015.10.28      | Shiraishi Mai & Nishino Nanase |                                                   |
| 14 | Harujion ga Sakukoro (ハルジオンが咲く頃)                       | 2016.03.23      | Fukagawa Mai                   |                                                   |
| 15 | Hadashi de Summer (裸足でSummer)                                | 2016.07.27      | Saito Asuka                    |                                                   |
| 16 | Sayonara no Imi (サヨナラの意味)                                | 2016.11.09      | Hashimoto Nanami               |                                                   |
| 17 | Influencer (インフルエンサー)                                   | 2017.03.22      | Shiraishi Mai & Nishino Nanase |                                                   |
| 18 | Nigemizu (逃げ水)                                               | 2017.08.09      | Ozono Momoko & Yoda Yuuki      |                                                   |
| 19 | Itsuka Dekirukara Kyou Dekiru (いつかできるから今日できる)      | 2017.10.11      | Saito Asuka & Nishino Nanase   |                                                   |
| 20 | Synchronicity (シンクロニシティ)                                | 2018.04.25      | Shiraishi Mai                  |                                                   |
| 21 | Jikochuu de Ikou! (ジコチューで行こう！)                        | 2018.08.08      | Saito Asuka                    |                                                   |
| 22 | Kaerimichi wa Toomawari Shitaku Naru (帰り道は遠回りしたくなる) | 2018.11.14      | Nishino Nanase                 |                                                   |
| 23 | Sing Out!                                                       | 2019.05.29      | Saito Asuka                    |                                                   |
| 24 | Yoakemade Tsuyogaranakutemoii (夜明けまで強がらなくてもいい)    | 2019.09.04      | Endo Sakura                    |                                                   |
| 25 | Shiawase no Hogosyoku (しあわせの保護色)                        | 2020.03.25      | Shiraishi Mai                  |                                                   |
| 26 | Boku wa Boku wo Suki ni Naru (僕は僕を好きになる)               | 2021.01.27      | Yamashita Mizuki               |                                                   |
| 27 | Gomen ne Fingers crossed (ごめんねFingers crossed)              | 2021.06.09      | Endo Sakura                    |                                                   |
| 28 | Kimi ni Shikarareta (君に叱られた)                              | 2021.09.22      | Kaki Haruka                    |                                                   |
| 29 | Actually...                                                     | 2022.03.23      | Nakanishi Aruno                |                                                   |
| 30 | Suki to Iu no wa Rock daze! (好きというのはロックだぜ！)        | 2022.08.31      | Kaki Haruka                    |                                                   |
| 31 | Koko ni wa Nai Mono (ここにはないもの)                          | 2022.12.07      | Saito Asuka                    | Último sencillo y centro de graduación de Asuka.  |
| 32 | Hito wa Yume wo Nido Miru (人は夢を二度見る)                    | 2023.03.29      | Kubo Shiori & Yamashita Mizuki |                                                   |
| 33 | Ohitorisama Tengoku (おひとりさま天国)                          | 2023.08.23      | Inoue Nagi                     |                                                   |
| 34 | Monopoly                                                        | 2023.12.06      | Endo Sakura & Kaki Haruka      |                                                   |
| 35 | Chansu wa byodo (チャンスは平等)                                | 2024.04.10      | Yamashita Mizuki               | Último sencillo y centro de graduación de Mizuki. |
| 36 | Cheat Day (チートデイ)                                          | 2024.08.21      | Inoue Nagi                     |                                                   |
| 37 | Hodoukyou (歩道橋)                                              | 2024.11.12      | Endo Sakura                    |                                                   |
| 38 | Neiburu orenji (ネーブルオレンジ)                               | 2025.03.26      | Inoue Nagi & Nakanishi Aruno   | Último sencillo de Yoda                           |
| 39 | Same Numbers                                                    | 2025.07.30      | Kaki Haruka                    |                                                   |

### Álbumes[97]
| #      | Título                                                                | Fecha de salida | Centro                         | Notas |
| ------ | --------------------------------------------------------------------- | --------------- | ------------------------------ | ----- |
| 01     | Toumei na Iro (透明な色)                                              | 2015.01.07      | Ikuta Erika                    |       |
| 02     | Sorezore no Isu (それぞれの椅子)                                      | 2016.05.25      | Shiraishi Mai & Nishino Nanase |       |
| 03     | Umaretekara Hajimete Mita Yume (生まれてから初めて見た夢)             | 2017.05.24      | Shiraishi Mai & Nishino Nanase |       |
| Unders | Boku Dake no Kimi ~Under Super Best~ (僕だけの君～Under Super Best～) | 2018.01.10      | N/A                            |       |
| 04     | Ima ga Omoide ni Naru Made (今が思い出になるまで)                     | 2019.04.17      | Saito Asuka & Shiraishi Mai    |       |
| BEST   | Time flies                                                            | 2021.12.15      | Ikuta Erika                    |       |

## Giras musicales y conciertos
Desde su primer concierto "Birhday Live", Nogizaka46 ha celebrado anualmente conciertos en los que el grupo interpreta todas o la mayoría de sus canciones. En el primer concierto de cumpleaños en vivo en Makuhari Messe, el grupo interpretó todas las canciones de sus primeros cuatro sencillos frente a una audiencia de 9.000 personas. En 2014  actuaron para 13.000 seguidores en Yokohama Arena, y al año siguiente  interpretaron 69 canciones en un concierto de siete horas y media para 38.000 seguidores en el Domo de Seibu. El creciente catálogo del grupo y base de seguidores dirigieron a conciertos más largos en locales más grandes, incluyendo conciertos de tres días en el estadio de Meiji Jingu en 2016 y en Saitama Super Arena en 2017, y un concierto de cumpleaños de cuatro días en 2019 en el Domo de Osaka, donde el grupo actuó las 177 canciones de su catálogo.
Nogizaka46 también ha celebrado un tour nacional cada verano, concluyendo con un espectáculo en Tokio. En 2013, la visita incluyó diez actuaciones en cinco ciudades, con un concierto final de tres horas en el Gimnasio Nacional de Yoyogi. Cuatro años más tarde, la visita nacional concluyó con un concierto de dos días para 100,000 seguidores en el Tokyo Dome. Además del tour regular en verano, el grupo ocasionalmente celebra conciertos conmemorativos durante las vacaciones como por ejemplo en Navidad o para realzar miembros del grupo que no han sido seleccionadas para actuar en alguno de los sencillos principales.

## Filmografía

### Película documental
- Kanashimi no Wasurekata : Documental de Nogizaka46 (2015)[111]
- Itsunomanika, Kokoniiru: Documental de Nogizaka46 (2019)[112]

### Películas de imagen real
- Asahinagu (2017)
- Eizouken ni wa Te o Dasu na! (2020)

### Programas de televisión
- NogiBingo! (NTV, 2013–2018)[113][114][115][116][117]
- Saba Doru (TV Tokyo, 2012)[118]
- Nogizaka Roman (TV Tokyo, 2012)[119]
- Nogizaka Under Construction (TV Tokyo, 2015-)[120][121]
- Nogizakatte, Doko? (TV Tokyon, 2011-2015)[122]
- Hatsumori Bemars (TV Tokyo, 2015)
- Nogizaka46 Eigo (TBS, 2015-2021)[123]
- Sagara to Kiyoto no Nogizaka Pupupu (TVS, 2015)[124]
- Watashi no Hatarakikata 〜Nogizaka46 no Double Work Taiken!〜 (Fuji TV, 2018-2019)[125]
- Nogizaka 46 no The Dream Baito! 〜Hatarakikata Kaikaku! Yume e No Chōsen!〜  (Fuji TV, 2019-)[126]
- Nogizaka Doko e (NTV, 2019-2020)[127]

### Teatro
- 16 nin no Principal (Teatro Shibuya Parco, 2012)[128]
- 16 nin no Principal deux (Akasaka ACT Theater y  Teatro de Artes Umeda, 2013)[129]
- 16 nin no Principal trois (Akasaka ACT Theater, 2014)[130]
- Joshiraku (AiiA 2.5 Tokyo de Teatro, 2015)[131]
- Subete no Inu wa Tengoku e Iku (AiiA 2.5 teatro de Tokyo, 2015)[132]
- Joshiraku 2: Toki Kakesoba (AiiA 2.5 teatro de Tokio, 2016)[133]
- Hakaba Joshikōsei (Tokyo Dome City G-Rosso, 2016)[134]
- 3 nin no Principal (AiiA 2.5 Teatro de Tokio, 2017)[135]
- Asahinagu (Teatro Ex Roppongi, 2017)[46]

## Premios
La siguiente tabla muestra algunos de los premios importantes recibidos por el grupo.
| Año  | Ceremonia                | Premio                 | Trabajo nominado      | Resultado |
| ---- | ------------------------ | ---------------------- | --------------------- | --------- |
| 2013 | Japan Gold Disc Awards   | New Artist of the Year |                       | Ganadora  |
| 2015 | Japan Gold Disc Awards   | Best 5 single          | Nandome no Aozora ka? | Ganadora  |
| 2016 | Japan Gold Disc Awards   | Best 5 single          | Taiyō Nokku           | Ganadora  |
| 2017 | 59th Japan Record Awards | Grand Prix             | Influencer            | Ganadora  |
| 2017 | 50th Japan Cable Awards  | Excellent Music Award  | Influencer            | Ganadora  |
| 2017 | Japan Gold Disc Awards   | Best 5 single          | Sayonara no Imi       | Ganadora  |
| 2018 | 60th Japan Record Awards | Grand Prix             | Synchronicity         | Ganadora  |
| 2018 | Japan Gold Disc Awards   | Best 5 single          | Nigemizu              | Ganadora  |
| 2019 | Japan Gold Disc Awards   | Best 5 single          | Synchronicity         | Ganadora  |
| 2019 | Japan Gold Disc Awards   | Best 5 single          | Jikochu de Ikō!       | Ganadora  |
| 2019 | 61th Japan Record Awards | Excellent Music Award  | Sing Out              | Ganadora  |